# Rungwe (huyện)
Rungwe là một huyện thuộc vùng Mbeya, Tanzania. Thủ phủ của huyện Rungwe đóng tại Bagamoyo. Huyện Rungwe có diện tích 2454 ki lô mét vuông. Đến thời điểm điều tra dân số ngày 25 tháng 8 năm 2002, huyện Rungwe có dân số 306380 người.